# Screaming Bloody Murder
Screaming Bloody Murder (рус. Истошные вопли) — пятый студийный альбом канадской панк-рок-группы Sum 41, релиз которого состоялся 29 марта 2011 года, второй альбом группы спродюсированный фронтмэном группы Дериком Уибли. В момент записи альбома в состав группы был принят новый участник Том Такер, который стал соавтором заглавной песни к альбому. На октябрь 2012 года в США было продано 97,000 копий альбома.
Это последний альбом группы, выпущенный с давним оригинальным барабанщиком Стивом Джозом до того, как он объявил о своем уходе из группы в апреле 2013 года. Несмотря на то, что новый гитарист Том Такер уже был частью группы и соавтором заглавного трека альбома, все гитары по-прежнему были записаны Дериком Уибли. Несмотря на то, что Такер не играл на альбоме и не был указан в титрах, его можно увидеть на фотографиях с группой в буклете альбома.

## Запись альбома
Первоначально группа собралась в студии в конце 2008 года, в планах была запись EP, релиз которого должен был состоятся в апреле 2009 года. Копилось всё больше и больше материала и группа решила издать полноценный студийный альбом. Дериком было упомянуто, что альбом будет выпущен в 2009 году, но позже Коуном и Стивом было сказано, что альбом не стоит ждать до лета 2010 года.
В ноябре 2009 группа наняла британского продюсера Гила Нортона. После препродакшена в декабре группа была готова для записи альбома в студии в январе 2010 года, но из-за разногласий в видении альбома Гил был уволен после недели работы в студии. Продюсером альбома стал Дерик, он же был продюсером предыдущего альбома Underclass Hero.
Запись инструментов началась 26 января 2010 и закончилась 17 марта 2010. Первые были записаны барабаны на Capitol Studios и Perfect Sound Studios, после этого группа арендовала дом в окрестностях Лос-Анджелеса, который служил как записывающая студия, где был записан основной материал. После этого Дериком был записан вокал в его домашней студии. Затем 7 апреля 2010 группа ещё раз собралась в EastWest Studios для записи дополнительных песен для альбома. 12 июня 2010 Дерик в видео сказал что альбом готов на 99 %. Все записи для альбома завершились 24 июня 2010 года, на следующий день группа отправилась на Vans Warped Tour 2010. В то время как группа давала концерты, альбом проходил стадию сведения у Тома Лорд-Алге в Майями.
После выступлений на Warped Tour группа объявила название новой песни Skumfuk, которая должна была появиться на Warped Tour CD, но так и не вошла туда, из-за того, что не была готова во время. 6 июля 2010 года песня была выложена в интернет, но она была не в окончательном виде. Группа объявила, что Skumfuk это не сингл с альбома, но из-за повышения онлайн-популярности, её начали играть вживую на европейском турне в октябре. Позже было объявлено, что группа выложит 12-минутный отрывок из альбома (позже названный A Dark Road Out of Hell, состоящий из треков с 7 по 9 с альбома) бесплатно на официальном сайте группы. Тем не менее, этот релиз был отложен по настоянию лэйбла группы.
В декабре 2010 года Коун подтвердил что альбом проходит финальную стадию мастеринга, но Island Records не хочет выпускать альбом к рождеству, так как это было бы плохим коммерческим ходом. Позже Дерик упомянул, что Island Records установила предварительную дату релиза на март 2011 года.
13 января 2011 года на радиостанции 89X был представлен первый сингл с альбома под названием Screaming Bloody Murder. Официальная цифровая дистрибуция сингла началась 7 февраля в Европе и на следующий день в США. В Великобритании релиз сингла состоялся 13 февраля 2011 года.
Через СМИ Universal Japan объявила, что на территории Японии альбом выйдет 23 марта 2011 года. На официальном сайте группы было объявлено, что альбом будет выпущен 29 марта 2011 года в США, и накануне в Европе. Релиз в Японии был отложен до 6 апреля 2011 года из-за землетрясения.

## Релиз и реклама альбома
8 января 2011 года стало известно, что группа выпустит свой сингл Screaming Bloody Murder 7 февраля 2011 на радио в США. На официальном японском сайте Sum 41 появилось подтверждение, что альбом выйдет на территории Японии 23 марта 2011 года, также на американском официальном сайте группы было подтверждено, что альбом выйдет 29 марта 2011 года на территории США. В феврале 2011 года на сайте '«Alternative Press» для свободного прослушивания появилась ещё одна песня с альбома под названием «Blood in My Eyes».
15 июня 2011 года через Twitter группы было подтверждено, что вторым синглом из альбома станет песня «Baby You Don’t Wanna Know» и его релиз состоится на канадской радиостанции. 22 июня 2011 года во время выступления в городе Анже во Франции группа впервые исполнила свой второй сингл вживую. 28 июня группа заявила, что снимет клип на свой второй сингл во время выступлений в Германии. В июле Мэт Уибли подтвердил, что видео к первому синглу не выйдет из-за проблем с лэйблом, а вот видео ко второму синглу появится точно. 3 августа 2011 года прошла премьера клипа на песню «Baby You Don’t Wanna Know» эксклюзивно на немецком сайте «Myvideo.de».
24 февраля 2012 года через официальный twitter группы было подтверждено, что третьим синглом с альбома станет песня «Blood in My Eyes», на неё также будет снято видео, режиссёром которого станет Майкл Максис. Работа над видео к третьему синглу началась 29 февраля 2012 года в Лос-Анджелесе.

## Итоги альбома

### Чарты
Альбом дебютировал на 5 строчке UK Rock Albums Chart. Альбом дебютировал на 11 строчке Australia Top 50 Digital Albums Chart. Альбом дебютировал на 18 строчке Australia Top 50 Physical Albums Chart. Альбом дебютировал на 16 строчке Australian Albums Chart. Альбом дебютировал на 100 строчке Dutch Albums Chart. Альбом дебютировал на 66 строчке UK Albums Chart. Альбом дебютировал на 35 строчке Spain Albums Chart. Альбом дебютировал на 23 строчке Austrian Albums Chart. Альбом дебютировал на 9 строчке Canadian Albums Chart. Альбом дебютировал на 25 строчке France Albums Chart. Альбом дебютировал на 23 строчке German Albums Chart. Альбом дебютировал на 21 строчке Swiss Albums Chart. Альбом дебютировал на 31 строчке Billboard 200 в США. Альбом дебютировал на 5 строчке Alternative Albums Chart в США. Альбом дебютировал на 15 строчке Digital Albums Chart. Альбом дебютировал на 5 строчке Rock Albums Chart. Альбом дебютировал на 7 строчке Japanese Albums Chart.

### Критика
| Оценки критиков      | Оценки критиков |
| Источник             | Оценка          |
| -------------------- | --------------- |
| AbsolutePunk         | (76%)           |
| Ultimate-Guitar.com  | (8.7/10)        |
| BLARE Magazine       | [ 36 ]          |
| CultureTease         | [ 37 ]          |
| Entertainment Weekly | (C+)            |
| IGN                  | [ 39 ]          |
| Rock Sound           | [ 40 ]          |
| Rolling Stone        | [ 41 ]          |
| Shakefire.com        | [ 42 ]          |
| Alternative Press    | [ 43 ]          |
| Under the Gun        | [ 44 ]          |

С момента выхода альбом получал в основном положительные оценки, также 1 декабря 2011 года получил номинацию на Grammy.
В рецензиях от «Under The Gun», «Shakefire», «Ultimate-Guitar» и «IGN» было сказано, что это самый лучший альбом группы, и хорошо что они отказались от шуток в своих текстах.

### Номинации
30 ноября 2011 года группа была номинирована на Грэмми за «Лучшее Хард-Рок/Метал Исполнение» за песню «Blood in My Eyes», но 12 февраля 2012 года в этой номинации победила группа Foo Fighters.

## Список композиций
Все песни за исключением подписанных были написаны Дериком Уибли.
| №                   | Название                                                | Текст песни              | Длительность |
| ------------------- | ------------------------------------------------------- | ------------------------ | ------------ |
| 1.                  | «Reason to Believe»                                     |                          | 3:28         |
| 2.                  | «Screaming Bloody Murder»                               | Дерик Уибли, Том Такер   | 3:25         |
| 3.                  | «Skumfuk»                                               |                          | 3:25         |
| 4.                  | «Time for You to Go»                                    |                          | 3:02         |
| 5.                  | «Jessica Kill»                                          |                          | 2:50         |
| 6.                  | «What Am I to Say»                                      |                          | 4:12         |
| 7.                  | «Holy Image of Lies» (A Dark Road Out of Hell: Part I)  |                          | 3:47         |
| 8.                  | «Sick of Everyone» (A Dark Road Out of Hell: Part II)   |                          | 3:05         |
| 9.                  | «Happiness Machine» (A Dark Road Out of Hell: Part III) |                          | 4:48         |
| 10.                 | «Crash»                                                 |                          | 3:20         |
| 11.                 | «Blood in My Eyes»                                      |                          | 4:17         |
| 12.                 | «Baby You Don’t Wanna Know»                             | Дерик Уибли, Мэтт Сквайр | 3:34         |
| 13.                 | «Back Where I Belong»                                   |                          | 3:42         |
| 14.                 | «Exit Song»                                             |                          | 1:42         |
| Общая длительность: | Общая длительность:                                     | Общая длительность:      | 48:31        |

| №   | Название                       | Длительность |
| --- | ------------------------------ | ------------ |
| 15. | «Reason to Believe» (Acoustic) | 2:38         |

| №   | Название                       | Текст песни                    | Длительность |
| --- | ------------------------------ | ------------------------------ | ------------ |
| 15. | «Reason to Believe» (Acoustic) |                                | 2:38         |
| 16. | «We're the Same»               | Дерик Уибли, Джейсон Маккэслин | 4:10         |

## Участники записи
Sum 41
- Дерик «Bizzy D» Уибли — вокал, гитара, клавишные, пианино
- Джейсон «Cone» МакКэслин — бас-гитара, бэк-вокал
- Стив «Stevo32» Джоз — ударные

Студийные записи
- Роджер Джозеф Мэннинг младший — приглашённый клавишник
- Дэн Чейз — перкуссия в песнях «Holy Image of Lies» и «Happiness Machine»
- Джеймс Ливайн — пианино в песне «Crash»

## Чарты

### Недельные чарты
| Чарт(2011)                        | Позиция |
| --------------------------------- | ------- |
| Australia Top 50 Digital Albums   | 11      |
| Australia Top 50 Physical Albums  | 18      |
| Australian Albums Chart           | 16      |
| Austrian Albums Chart             | 23      |
| Canadian Albums Chart             | 9       |
| Dutch Albums Chart                | 100     |
| France Albums Chart               | 25      |
| German Albums Chart               | 23      |
| Japanese Albums Chart             | 7       |
| Spain Albums Chart                | 35      |
| Swiss Albums Chart                | 21      |
| UK Albums Chart                   | 66      |
| UK Rock Albums                    | 5       |
| U.S. Billboard 200                | 31      |
| U.S. Billboard Rock Albums        | 5       |
| U.S. Billboard Alternative Albums | 5       |
| U.S. Billboard Digital Albums     | 15      |

## Дата выхода альбома
| Страна                  |               |
| ----------------------- | ------------- |
| Австралия               | 25 марта 2011 |
| Германия                | 28 марта 2011 |
| Италия                  | 28 марта 2011 |
| Нидерланды              | 28 марта 2011 |
| Дания                   | 28 марта 2011 |
| Франция                 | 28 марта 2011 |
| Новая Зеландия          | 28 марта 2011 |
| Польша                  | 28 марта 2011 |
| Португалия              | 28 марта 2011 |
| Россия                  | 28 марта 2011 |
| Испания                 | 28 марта 2011 |
| Швеция                  | 28 марта 2011 |
| Соединенное Королевство | 28 марта 2011 |
| Канада                  | 29 марта 2011 |
| Индия                   | 29 марта 2011 |
| США                     | 29 марта 2011 |
| Аргентина               | 30 марта 2011 |
| Бразилия                | 30 марта 2011 |
| Япония                  | 6 апреля 2011 |